# 豊田三郎 (小説家)
豊田 三郎（とよだ さぶろう、1907年（明治40年）2月12日 - 1959年（昭和34年）11月18日）は、日本の小説家。妻は歌人の森村浅香、作家の森村桂は長女。

## 来歴・人物
埼玉県南埼玉郡川柳村柿木（現草加市）出身。旧制粕壁中学（現在の埼玉県立春日部高等学校）から旧制静岡高等学校を経て東京帝国大学独文科を卒業。
1932年（昭和7年）に紀伊國屋書店出版部に入社。舟橋聖一や田辺茂一と知り合い、雑誌「行動」の編集長を務める。1935年（昭和10年）に小説『弔花』を発表して行動主義文学の作家として注目され、同作品は芥川賞候補作となった。同年、森村浅香と結婚して森村姓となる。
戦時中は旧制中学校の国語教員を務める傍ら、長編小説『青春』を執筆する。さらに陸軍報道班員としてビルマに渡る。帰国後は、戦争の体験をまとめた『行軍』（1944年）で日本文学報国会主催の文学報国会小説賞を受賞する。戦後は『仮面天使』（1948年）がベストセラーになる。1953年、『好きな絵』で芥川賞候補になるが落選する。日本文芸家協会書記局長としてはチャタレイ裁判に取り組む。
1959年11月18日、狭心症のため急死。享年52（長女・桂19歳）。最期の言葉は「生きていても、死んでも、どっちでもいい。あばよ」だった。墓所は小平霊園(12-4-26)。
将棋を愛好しており、将棋の観戦記も執筆した。
娘・桂の『天国にいちばん近い島』の中で、幼い頃の著者にニューカレドニアの話を聞かせた父親として登場する。

## 著書
- 『弔花』紀伊国屋パンフレツト 1935年
- 『新しき軌道 他八篇』協和書院 1936年
- 『北京の家』第一書房 1939年
- 『青年時代』甲鳥書林 1941年
- 『秩父医院』昭和書房 1941年
- 『行軍』金星堂 1944年
- 『孔雀』新太陽社 1945年
- 『林檎畑』御影文庫 1946年
- 『さくら姫 童話』川流堂書房 1947年
- 『仮面天使』文潮社 1948年
- 『処女哄笑』文潮社 1948年
- 『十字架と小悪魔』思索社 1948年
- 『青春』角川小説新書 1956年
- 『好きな絵』河出書房新社 1963年
- 『豊田三郎作品集』同人誌「埼東文化」会編 草加市教育委員会 1984年
- 『豊田三郎童話集』童話集編集委員会編 草加市立川柳小学校 1993年 かわやぎ選書
- 『豊田三郎小説選集』さきたま出版会 1995年

共著
- 『満洲旅日記　文学紀行』井上友一郎、新田潤共著 明石書房 1942年

ほかの作品
- 幼年時代
- 灯
- 黒白
- 青空